# Wizards of Waverly Place
Wizards of Waverly Place és una sèrie original de Disney Channel estrenada el 12 d'octubre de 2007 als Estats Units d'Amèrica. Ha guanyat dos premis Emmy al millor programa infantil.
La sèrie té una pel·lícula inspirada en ella, Wizards of Waverly Place: The Movie. El 6 de gener de 2012, s'estrenà l'episodi final de la quarta temporada.

## Sinopsi
La història se centra en una família italianomexicana de cognom Russo: Alexandra, dita «Alex» Margarita Russo (Selena Gomez), el seu germà gran Justin Vizenzo «Pepe» Russo (David Henrie) i el seu germà petit Maximilian «Max» Russo (Jake T. Austin). Els tres germans Russo són mags en entrenament, que viuen amb son pare italoamericà Jerry (David DeLuise), un exmag, i sa mare mexicanoestatunidenca, Theresa (María Canals Barrera), una mortal. La millor amiga d'Alex és Harper Finkle (Jennifer Stone).

## Producció
La sèrie va ser creada pel productor executiu Todd J. Greenwald, que va començar el desenvolupament de la sèrie després de treballar com a escriptor i productor consultant durant la primera temporada de Hannah Montana. El programa fou produït per It's a Laugh Productions i Disney Channel Original Productions. La cançó d'obertura, «Everything Is Not What It Seems» va ser escrita per John Adair i Steve Hampton, tot i que durant la quarta temporada es va utilitzar una versió remesclada ideada per Jorge Manteiga; és d'estil techno-pop i és interpretada per Selena Gomez & The Scene. La sèrie està gravada als Hollywood Center Studios de Hollywood (Califòrnia).
Es va preestrenar a iTunes de franc des del 6 d'octubre de 2007 fins al 21 d'octubre de 2008. Es va transmetre per primera vegada el 26 d'octubre de 2007 al canal de televisió canadenc Family.
Les tres primeres temporades van utilitzar la mateixa seqüència d'introducció, mostrant els sis protagonistes principals amb Alex, Justin, Max al matí i amb Harper preparant-se per a anar a escola. A la quarta temporada la seqüència d'obertura va ser canviada, començant per una bola de vidre i continuant amb altres aparells màgics, però sempre mostrant els sis personatges principals.

## Repartiment
- Selena Marie Gomez com a Alex Russo
- David Henrie com Justin Russo
- Jake T. Austin com Max Russo
- Jennifer Stone com Harper Finkle
- María Canals Barrera com Theresa Russo
- David DeLuise com Jerry Russo